# Kietsimäjoki
Kietsimäjoki, nordsamiska: Skiehččanjohka (i Norge) och Skiehččan (i Finland), enaresamiska: Skieččâm är ett vattendrag på gränsen mellan Finland och Norge. En av dess biflöden är gränsvattendraget Rádjajohka och den rinner ut i Tana älv och  ingår i Tana älvs huvudavrinningsområde. 